# Història d'Alcoi
La història d'Alcoi recull els esdeveniments rellevants ocorreguts a la població d'Alcoi al llarg del temps.

## Prehistòria

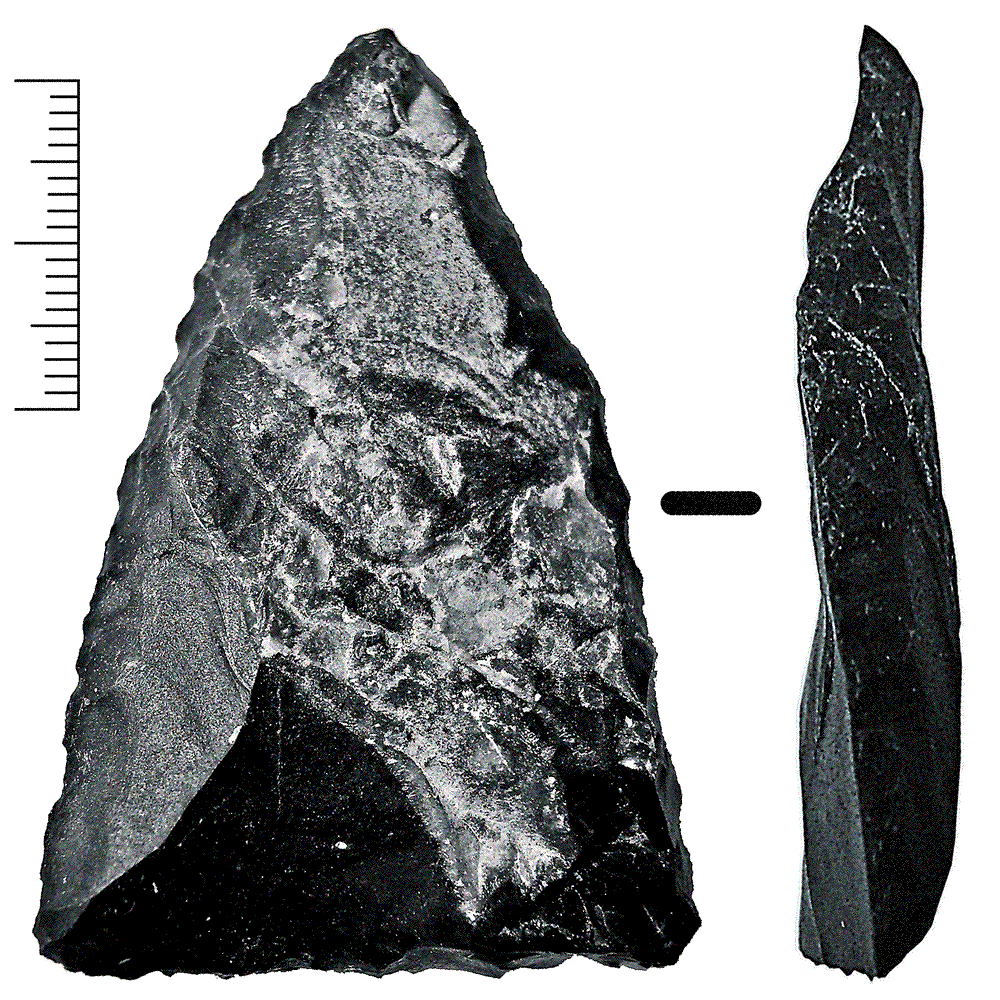
Punta mosteriana

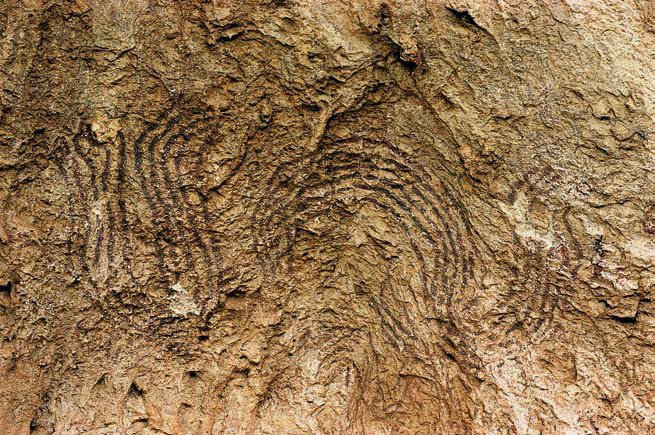
Motius serpentiformes de La Sarga

Al paleolític mitjà, fa uns 60.000 anys habiten bandes de caçadors neandertals a les valls de l'Alcoià. Dins de la seua dieta, a part de la recol·lecció de fruits, baies o arrels, es troben cèrvids, bòvids, caprins i èquids. Per a caçar, espedaçar o tallar branques d'arbre per a llenya tenen instruments tallats de sílex. El Salt és un dels campaments més coneguts de l'època i s'hi ha pogut documentar una de les utilitzacions del foc de forma racional més antigues que es coneixen. Pareix que va ser un campament temporal revisitat per aquests grups durant milers d'anys.
En el període Epipaleolític abans a l'agricultura primitiva, en l'àrea mediterrània es reconeixen dos grans tecnocomplexos culturals, el microlaminar i el complex geomètric, present a l'abric de la Falguera, en els seus moments finals.
Entre els anys 5000 i 2500 aC, aproximadament, amb la introducció i posterior expansió de l'agricultura primitiva, es documenta una nova expressió simbolicoreligiosa que apareix en moltes cavitats i abrics, entre els quals destaquen les pintures del Mas de la Cova, als abrics de La Sarga, on es documenten exemples dels tres estils de l'època: el macroesquemàtic, l'art llevantí i l'esquemàtic. De vegades, aquests estils apareixen superposats als abrics de La Sarga. Per la seua importància aquestes pintures són reconegudes com a Patrimoni de la Humanitat per la UNESCO.
L'agricultura i la ramaderia apareixen cap a l'any 5000 aC; a partir d'influències mediterrànies fa la seua aparició la ceràmica, la pedra polida o els utensilis d'os. Apareixen els primers vestigis de cereals i d'animals domèstics, amb la qual cosa s'inicia el Neolític, període caracteritzat per l'economia de producció; els humans ja no sols cacen o recol·lecten, també produeixen els seus productes bàsics.
Cap al 3000-2500 aC s'hi desenvolupa el període Eneolític. En aquest moment es dona pas a la generalització de l'hàbitat a les planures. Les coves presenten ocupacions més breus i són utilitzades en molts casos com a corrals o com a llocs d'enterrament col·lectiu. Entre aquestes destaquen les de les Llometes i la cova de la Pastora. S'hi estableixen poblats fortificats als cims de les muntanyes, com la mola Alta de Serelles, el Mas del Corral, el Mas de Menente,  el Puig…

## Cultura ibèrica
A partir dels inicis del primer mil·lenni, durant el període del bronze final, hi arribaran diverses influències foranes, que produiran transformacions com la incineració de cadàvers, l'aparició del ferro, el torn ceràmic o la diversificació del poblament, que donaran lloc al desenvolupament de la cultura ibèrica.

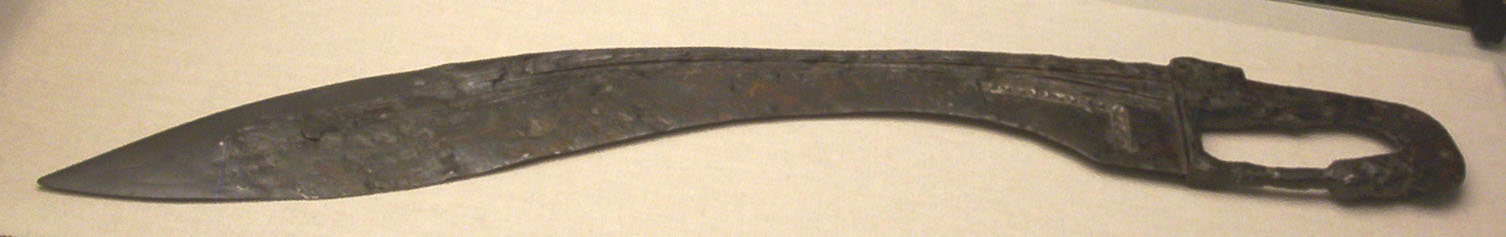
Falcata

La cultura ibèrica és el resultat del desenvolupament social de les comunitats del bronze final gràcies a les influències culturals mediterrànies, fenícies i gregues que arriben a aquestes comarques des dels enclavaments comercials de la costa. La cultura ibèrica es desenvolupa entre els segles VI i I aC; en aquest àmbit els diferents pobles ibèrics van constituir l'antiga regió de la Contestània. Els ibers s'establiran principalment en poblats fortificats d'altura que dominen el paisatge del voltant, per exemple, el Puig d'Alcoi i la Serreta.

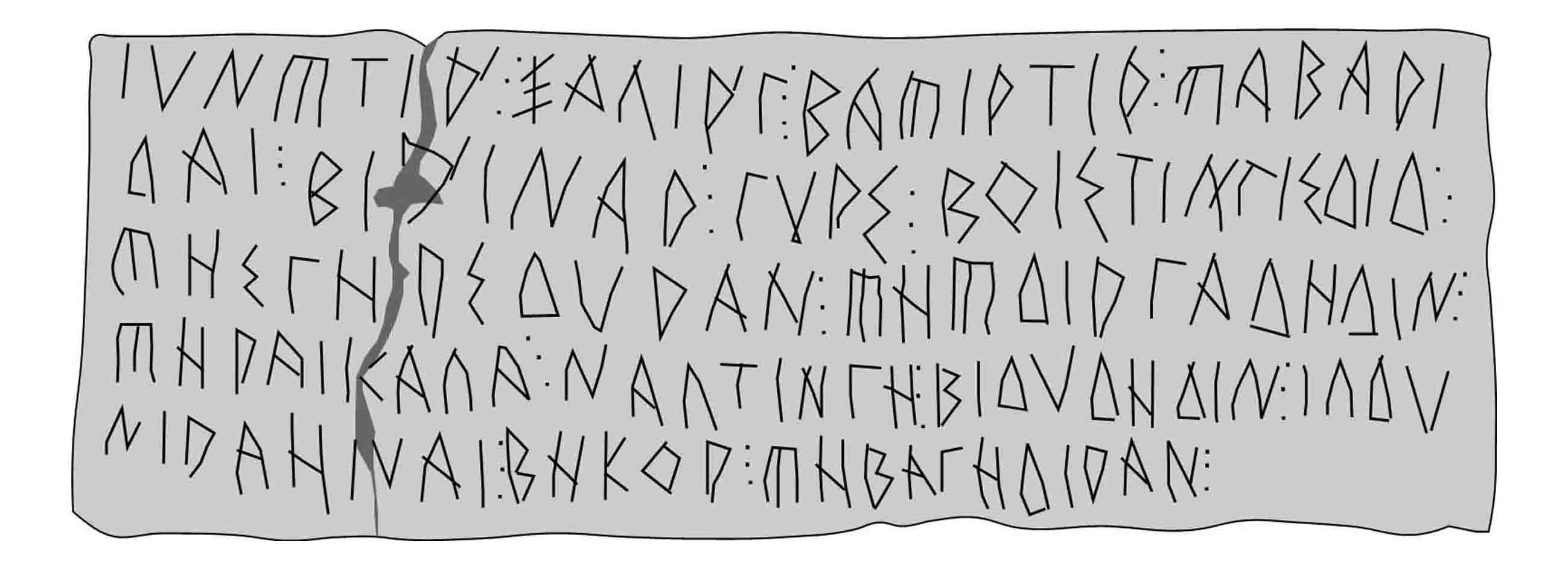
Cara B del plom de la Serreta (Alcoi): text ibèric en alfabet grecoibèric

Les ceràmiques d'importació o el desenvolupament de l'escriptura sobre làmines de plom són el resultat de les relacions comercials.
Els ibers van desenvolupar un complex món religiós caracteritzat per la veneració a una divinitat femenina. Es coneixen les pràctiques religioses relacionades amb la mort a partir de les necròpolis d'incineració de la Serreta, en les quals se soterraven les restes cremades del difunt en companyia d'aixovars personals compostos per ceràmiques, adorns o armament, de vegades de gran importància, com arracades d'or, un umbó d'escut de bronze o falcates. Al santuari, localitzat a la part més alta de la muntanya, al costat de la ciutat ibèrica acudien els oferents a dipositar petits exvots de terracota. La cultura ibèrica va finalitzar cap al segle III aC, quan en el context del procés de romanització les estructures socials indígenes foren assimilades per la nova potència mediterrània: Roma.

## Període romà

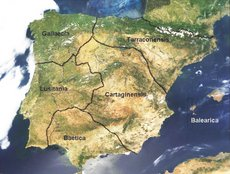
Divisió regional de la península Ibèrica en temps de Dioclecià

Durant l'època romana Alcoi era un espai rural a la perifèria de les principals ciutats, que se situaven a la costa, com ara Dianium (Dénia) o Lucèntum (Alacant), o properes a les vies de comunicació principals, com Setabis (Xàtiva). Se sap que es canvià la ubicació del poblat, i s'abandonà el poblat iber. A la zona es van instal·lar alguns assentaments de caràcter rural, denominats villae, entre els segles II i IV dC principalment. Entre aquestes vil·les destaca la localitzada a l'Horta Major, de la qual es coneix principalment la necròpoli. En aquest cementeri van aparèixer inhumacions en tegulae, en què al costat del cos enterrat hi havia dipositades ceràmiques i altres objectes de més valor. A partir del segle iv s'evidenciarà la desintegració del món romà en les transformacions del sistema de poblament, amb l'abandó de les vil·les i l'ocupació d'hàbitats a les zones altes de les muntanyes en busca de protecció.

## Període andalusí
A partir del segle viii es va produir la conquista àrab d'aquestes terres, que es van integrar al Xarq al-Àndalus. Durant el domini musulmà pertanyia a la taifa de Dénia. El territori s'estructurà en petits assentaments rurals de tipus clànic, que van donar lloc a les típiques alqueries; es conforma una xarxa de poblament integrada per una desena d'alqueries (Polop, Xirillent, Barxell, Torc, Uixola, Palomar, Benissaidó, Cotes, Beneladol i Teulada), a l'entorn de les quals s'estenen espais irrigats, molts dels quals han perdurat fins ben entrat el segle xx. Les alqueries s'organitzaven al voltant d'un castell emplaçat en un lloc elevat, que els servia de refugi i defensa, com és Castellar d'Alcoi. A partir de l'any 1256, data fundacional de la ciutat d'Alcoi, la vila anà creixent darrere el seu recinte emmurallat.

## Reconquesta
Fou conquerida als musulmans pel rei Jaume I, que sufocà les revoltes del cabdill Al-Azraq el 1276. Aquestes insurreccions dels musulmans van donar origen al patronatge de sant Jordi, al qual la tradició atribueix la cèlica defensa de la ciutat, en ocasió de l'atac àrab i la batalla on va morir Al-Azraq.

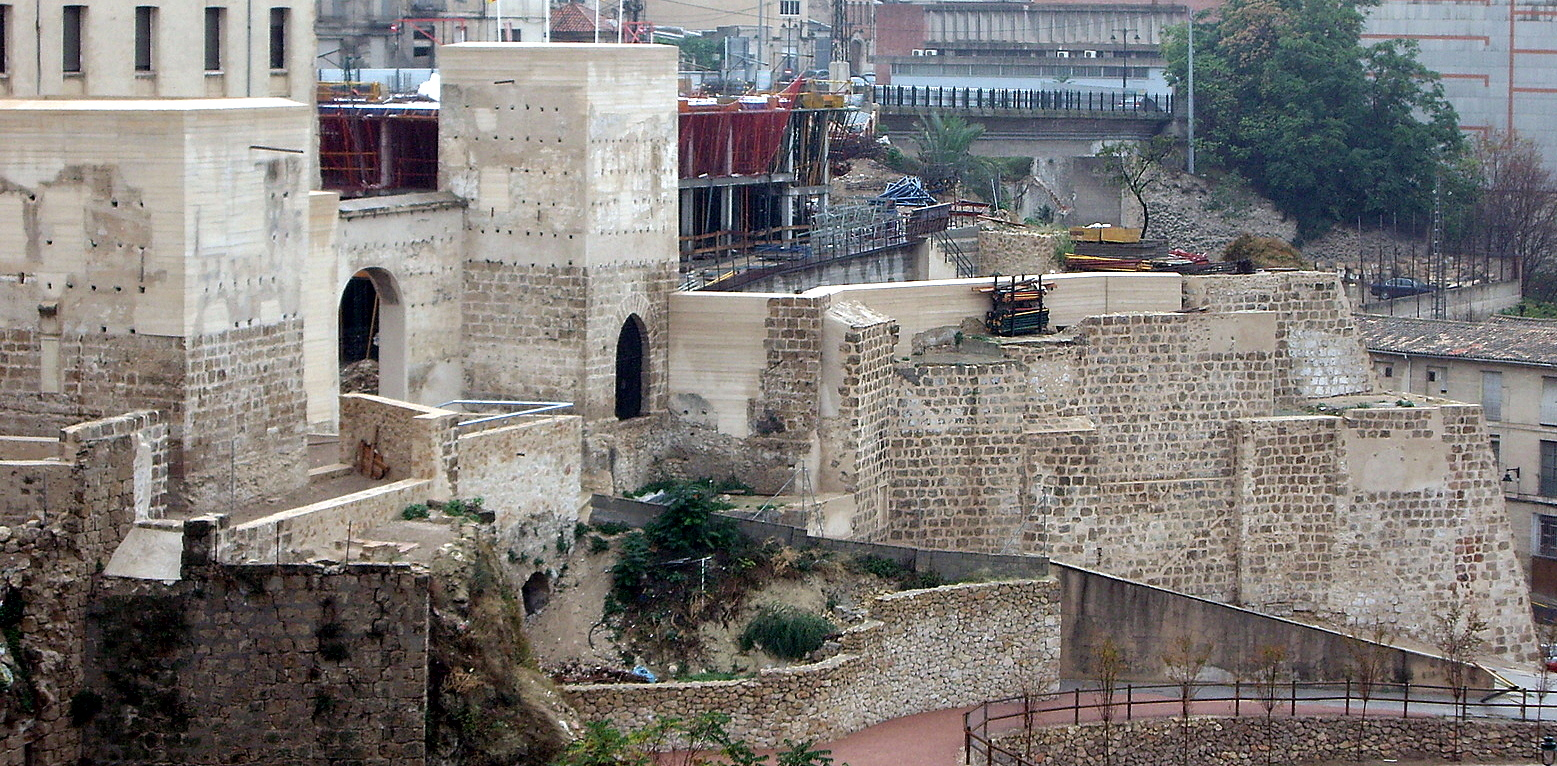
Torre N'Aiça, arc de Sant Roc (s. XVIII), torre portal de Riquer i llenç de la muralla

Pere III el Cerimoniós l'atorgà a Roger de Llúria i Alfons IV la incorporà a la corona catalanoaragonesa el 1447. Sota el senyoratge de Roger de Llúria, en els segles xiii i xiv, hi començaren a prosperar les agrupacions tèxtils gremials. El desenvolupament de la manufactura de la llana va atraure gent de la rodalia a instal·lar-se a Alcoi. El 1386 la vila fou atacada durant una ràtzia de l'Emirat de Gharnata.

## Expulsió dels moriscs
La ciutat fou afectada per l'expulsió dels moriscs el 1609, que s'hi varen resistir radicalment. També foren greus les repercussions de la Segona Germania al segle xvii. Durant la Guerra de Successió Alcoi es posà al costat dels Àustries i fou ocupada el 1708: el cabdill populista Pereira hi fou executat. En la Guerra del Francès, el general anglès aliat Wittingham hi derrotà les tropes napoleòniques. El 1844 la vila va rebre el títol de Leal Ciudad, atorgat per la reina Isabel II.

## Època moderna
Fou cap a mitjans del segle xix quan Alcoi començà un fort desenvolupament industrial fins a esdevenir escenari d'importants moviments obrers. Entre 1873 i 1876 va viure episodis revolucionaris (la Revolució del petroli) després d'haver donat suport als isabelins en les guerres carlines. Els obrers arribaren a dominar la ciutat el juliol de 1873 en el decurs d'una vaga general iniciada per reclamacions salarials que va esdevenir un veritable motí contra l'alcalde Agustí Albors (Pelletes). Els obrers s'apoderaren de l'edifici municipal, Albors va morir i durant tres dies la ciutat fou governada per un Comitè de Salut Pública revolucionari presidit per Severí Albarracín. Finalment hi intervingué l'exèrcit i la ciutat fou ocupada militarment.
La industrialització va donar lloc a la formació fora del nucli antic de la població de barris obrers perifèrics com la Zona Nord (o Joan XXIII), L'eixample, Santa Rosa i Batoi.
Durant la dictadura de Primo de Rivera, la Segona República i la Guerra civil, fou una plaça forta del socialisme i l'anarcosindicalisme.

## Situació política en 1936
Com la resta del país Alcoi va patir els estralls de la Guerra civil, amb inútils danys en vides humanes, amb les derrotes de les columnes enviades des de la localitat als fronts de Còrdova i Terol; cal afegir-hi els represaliats arbitràriament per ambdós bàndols durant i després de la contesa i les morts de civils en els bombardejos de l'aviació italiana feixista procedent de les illes. A tots aquests horrorosos factors, se li va afegir una de les majors destruccions premeditades d'art de tota la guerra.
A Alcoi des del segle xix se succeïen els conflictes entre les classes treballadores i els patrons, així com amb l'Església, a qui acusaven d'estar del costat d'aquests. Entre les classes treballadores l'anticlericalisme guanyava adeptes dia a dia. Els primers dies d'abril de 1936 el convent de Sant Maur i Sant Francesc patix un incendi que provoca reaccions fins i tot dins de l'esquerra: "Nosotros los socialistas, los laicos socialistas, comprendemos exactamente que, en un momento de desespero, en lucha contra los enemigos, por necesidades públicas, se llegue a incendiar un templo, una sinagoga, una pagoda: se llegue a destruir una obra de arte, porque al fin y al cabo los templos son obras de arte que pasan de generación en generación; pero no podemos comprender que solamente porque sí, por satisfacer un instinto bastardo, si no hay una finalidad política, se invada, se destruya y se incendien iglesias…" (Semanari Orientación Social); el convent era propietat municipal des de la seua desamortització, igual que el convent de Sant Agustí, que també va patir actes vandàlics.
Cal dir que els tres temples principals d'Alcoi es trobaven ricament decorats gràcies al mecenatge de les classes acabalades i havien sigut restaurats a principis del segle xx, amb l'aportació d'artistes tant locals com forans, com Arturo Mélida y Alinari, Francesc Laporta, Ferran Cabrera o l'arquitecte Joaquín María Arnau Miramon entre d'altres.
Amb l'alçament feixista de Franco, en què participà el quarter d'Alcoi, una de les primeres mesures que es va prendre fou la confiscació de tots els béns religiosos i es prohibix la celebració de misses en el municipi. De la mateixa manera les classes benestants com molts religiosos foren represaliats, i se'n produïren alguns assassinats, com el de mossén Remigio Vicedo, cronista d'Alcoi, gràcies al qual es coneix la restauració de l'església de Santa Maria fil per randa, que va aparéixer a la rodalia de Benillup amb un tir al cap i un altre al pit.
En alguns casos l'ajuntament decidix utilitzar les esglésies com a magatzems, presó, quarter o museu; i lamentablement i inexplicablement l'ajuntament decidix que tant l'església de Santa Maria com els convents de Sant Agustí, Sant Maure i Sant Francesc siguen demolits, provocant una pèrdua irreparable en el patrimoni històric i artístic de tots els alcoians.

## El desenvolupisme dels anys 1950
A partir dels anys 50 la ciutat va atraure una immigració important. A les indústries tèxtil, paperera i metal·lúrgica s'uní l'alimentària (dolços, licors, olives farcides). En l'actualitat, només queden algunes indústries tèxtils i alimentàries, i hi ha desaparegut totalment la indústria paperera i metal·lúrgica.

## Transició política dels anys 1970
L'1 de gener de 1976 se celebra a Alcoi una manifestació demanant amnistia i llibertat encapçalada pels líders sindicals sense presència policial. També és important la manifestació silenciosa celebrada legalment el dia 27 de març amb braçalets negres i clavells rojos per protestar per la mort de manifestants a Elda, Basauri i Vitòria. En política oficial, Rafael Terol, alcalde d'Alcoi, escriu al diari Información l'article "Desperta ferro, desperta" en què demana al rei i al govern autonomia política i administrativa al nivell de les "nacionalitats històriques".
El 31 de març de 1976 el sindicats tèxtils acorden anar a la vaga general, després de dissoldre la policia una conferència de Marcelino Camacho a la parròquia del Sagrat Cor. 3.000 obrers van ser suspesos de faena i sou a Alcoi, Cocentaina i Muro. La vaga es va aturar vint-i-un dies més tard davant de la inflexibilitat patronal. Altres sectors en conflicte eren l'ensenyament i el metall. El PSOE i la UGT es reorganitzaven i apareixien pamflets del PCE, CNT, Joventuts Socialistes i de la Junta Democràtica. El PCE celebra la seua primera assemblea a Alcoi el 1976 amb més de 100 delegats abans de la seua legalització. En agost de 1977 alguns membres de la CNT ocupen els locals sindicals històrics per reclamar-ne la devolució.
El 17 de maig de 1978 l'alcoià Alberto Pérez Ferré del PSOE resulta guanyador en les eleccions parcials al Senat. El 3 d'abril de 1979 se celebren les primeres eleccions municipals democràtiques des de la II República. El PSOE va aconseguir el 35,1% dels vots, UCD el 30%, el PCE el 18% i AP el 6,1%, la resta de partits hi va aconseguir un 10,5%.